# Flokken
Flokken (norwegisch für Herde) sind eine Gruppe aus Nunatakkern im ostantarktischen Königin-Maud-Land. Sie ragen zwischen den Hjelmtoppane und der Balchenfjella in der Yttersida des Gebirges Sør Rondane auf.
Wissenschaftler des Norwegischen Polarinstituts benannten sie 2017.